# Květen 2008
1. května – čtvrtek
 Bývalý člen punkové kapely Tři sestry František Sahula zemřel násilnou smrtí, pravděpodobným motivem vraždy je loupež.
2. května – pátek
 Komunální volby ve Velké Británii přinesly výrazný propad pro současnou vládnoucí stranu labouristů, kteří ztratili celkově 333 křesel místních radních, zatímco konzervativci jich 240 získali. Jedním z největších neúspěchů je ztráta Londýna, v jehož čele stane kontroverzní konzervativec Boris Johnson.
4. května – neděle
 Přes 350 obětí na životech si vyžádal cyklon Nargis, který se přehnal nad Barmou. Bylo zničeno tisíce budov a vláda vyhlásila stav katastrofy v pěti oblastech země.
5. května – pondělí
 Údaje o počtu obětí cyklonu Nargis se silně zvýšily a agentura Reuters uvádí přes 22 000 mrtvých a několik dalších tisíc obyvatel nezvěstných. Vážnost situace potvrzuje skutečnost, že doposud silně izolacionalistická barmská vládnoucí vojenská junta požádala o mezinárodní humanitární pomoc.
6. května – úterý
 Nečekaná erupce sopky Chaitén v chilské Patagonii vytvořila mrak sopečných plynů a kouře dlouhý přes 20 km a stala se důvodem pro evakuaci několika tisíc obyvatel z osad v okolí sopky.
  Der Oberösterreichische Landesrechnungshof (kontrolní úřad Horního Rakouska) uveřejnil zprávu, ve které kritizoval nedostatky v účetnictví některých spolků finančně podporovaných vládou. Je mezi nimi i Österreichisch-Tschechisches Anti-Atomkomitte (Rakousko - český protiatomový výbor), jehož účelem byl boj proti jaderným elektrárnám v Evropě, především však proti Temelínu. Peníze spolek dostával z úřadu protiatomového pověřence Radko Pavlovce i přímo od zemské vlády. Hornorakouská vláda tak v letech 2000 - 2007 na boj proti Temelínu věnovala celkem 1 015 770 EUR, kterými byly mimo jiné podporovány i české protiatomové organizace (Jihočeské matky, Calla, V havarijní zóně etc. Na základě jiných údajů lze údajně dovodit, že Horní Rakousy přispívají protijaderným aktivistům částkou 300 000 EUR ročně. Údaje o těchto výdajích nebyly až dosud zveřejňovány a byly zahrnovány do rozpočtových kapitol hejtman a životní prostředí. Podíl hornorakouských dárců na financování Jihočeských matek se od roku 2002 do roku 2006 výšil z 81 % na 90 %. Podle úřadu nemohly být úřadu předloženy účty v částce 20 000 EUR ročně, za projekt probíhající v letech 2000 - 2005 přímo v Česku.
7. května – středa
  Evropská komise souhlasí s přijetím eura Slovenskem, prohlásil to její komisař pro měnové záležitosti Joaquín Almunia. Ačkoliv konečné rozhodnutí náleží radě ministrů a padne až na začátku července, je po tomto oznámení nahrazení slovenské koruny eurem považováno za téměř jisté. Průměrná mzda se na Slovensku v současnosti pohybuje kolem 20 000 Sk, to je při současném kurzu 625 EUR.
 Dmitrij Medveděv složil dnes v Kremlu prezidentskou přísahu, čímž se stal třetím prezidentem v historii samostatné Ruské federace.
 Fotbalová SK Slavia Praha slavnostně otevřela multifunkční Stadion Eden zápasem s anglickým univerzitním mužstvem z Oxfordu.
8. května – čtvrtek
 Vladimir Putin byl ruskou státní dumou a novým prezidentem Dmitrijem Medveděvem potvrzen ve funkci premiéra.
 Olympijská pochodeň byla vynesena na vrchol hory Mount Everest. Stalo se tak krátce před desátou hodinou tamějšího času.
 Byl zahájen provoz pražského metra na trase IV.C2 z Letňan do Ládví. Stalo se tak o den dříve, než bylo plánováno.
9. května – pátek
 Barma přijme mezinárodní finanční a materiální pomoc pro oběti cyklonu Nargis, který minulý týden připravil o život nejméně 23.000 lidí, zatím ale nechce vpustit do země zahraniční humanitární pracovníky. OSN navíc zastavila přísun humanitární pomoci do země, neboť tu, která již došla, vojenská junta zabavila. Mluvčí Světového programu pro výživu (WFP) označil přístup barmské vojenské junty za bezprecedentní v historii humanitární pomoci.
10. května – sobota
 Jeden z příznivců fotbalového klubu FC Baník Ostrava zemřel, když během cesty z Ostravy do Prahy vypadl za jízdy ze dveří vlaku. Vlak, ve kterém cestovalo na zápas se Spartou přibližně jeden a půl tisíce fanoušků, poté několik minut stál. Při zápase se premiérově využilo existence soudní sítě přímo na stadionu, přesto soud nezasedal.
11. května – neděle
 V napjatě očekávaných parlamentních volbách v Srbsku relativně překvapivě zvítězila proevropská Volební koalice Pro evropské Srbsko vedená Demokratickou stranou (DS) prezidenta Borise Tadiče, obdržela 38,8 %. Po vyhlášení nezávislosti Kosova se čekalo spíš vítězství nacionalistických sil Srbské radikální strany (SRS) Tomislava Nikoliče. Celkový poměr sil mezi oběma bloky však zůstal však zůstal vyrovnaný a tak není jasné, která strana bude moct sestavit vládu.
12. května – pondělí
 V čínské provincii Sečuán došlo k zemětřesení. Epicentrum otřesů o síle 7,8° Richterovy stupnice se nacházelo poblíž města Čchen-chu. Počet obětí dosáhl nejméně 15 000 lidí a stále roste. Dalších deset tisíc lidí je uvězněno pod sutinami.
 Ve věku 98 let zemřela ve Varšavě Irena Sendlerowa, polská katolická aktivistka, sociální pracovnice a spravedlivá mezi národy, která za druhé světové války zachránila asi 2500 dětí před holokaustem.
13. května – úterý
 V Indickém městě Džajpúru došlo k teroristickému bombovému útoku, na rušné tržnici a v chrámu. Šlo o sérii 7 explozí, 8. nálož byla zneškodněna pyrotechniky. Zahynulo minimálně 80 lidí, minimálně 200 dalších bylo zraněno. K útoku se zatím nepřihlásila žádná teroristická organizace.
 Ve věku 86 let zemřel kardinál Gantin, bývalý prefekt Kongregace pro biskupy.
14. května – středa
 Tým české hokejové reprezentace prohrál čtvrtfinálový souboj mistrovství světa se Švédy 2:3 po prodloužení a s turnajem se rozloučil. Češi přitom měli blízko k postupu, když v 53. minutě Vrbata proměnil trestné střílení. Švédové ale dokázali tři minuty před závěrečnou sirénou vyrovnat Nilsonem a osud české reprezentace zpečetil po čtyřech minutách prodloužení Weinhandl. Trenér Alois Hadamczik bezprostředně po zápase rezignoval na svoji funkci.
 V Myanmaru (dříve Barma) roste riziko zásahu dalšího cyklonu. Varuje před ním OSN. Cyklon se začíná formovat asi 60 km od Rangúnu, avšak cirkulační bod se přesouvá právě k hlavnímu městu, tedy do oblasti postižené cyklonem Nargis. Meteorologové zatím nemohou s jistotou říci, zda se níže vyvine ve skutečný cyklon. Podle údajů Červeného kříže se počet obětí cyklonu Nargis, který udeřil 3. května, již vyšplhal na 128 000 lidí.
15. května – čtvrtek
 Na předměstí nigerijského města Lagos začal hořet ropovod. Potrubí bylo pravděpodobně poškozeno bagrem. Oheň se rychle rozšířil do okolních staveb. Zemřelo nejméně sto lidí, desítky dalších byly zraněny.
 Kalifornie se stala druhým státem Unie, který povolil sňatky homosexuálů.
 V Číně postižené zemětřesením z pondělí 12. května hrozí další riziko. Na přehradních hrázích se objevily trhliny, takto poškozeno bylo asi 400 nádrží. Úřady preventivně nařídily další přehrady začít vypouštět. Obyvatelům měst ležících pod přehradami bylo nařízeno, aby se připravili k evakuaci. Čínské úřady zvýšily odhad počtu obětí pondělního zemětřesení až k 50 000.
16. května – pátek
 Český prezident Václav Klaus využil svého práva na veto a odmítl podepsat tzv. antidiskriminační zákon, jehož existence je ale jedním z povinných zákonů vyplývajících z členství v Evropské unii. Prezident tento zákon považuje za zbytečný a dokonce i nebezpečný, jak médiím sdělil Klausův mluvčí.
 Český premiér Mirek Topolánek se v Limě účastní dvoudenního summitu EU a Latinské Ameriky. Předsedá také jednomu ze čtyř pracovních stolů, jehož členy budou také například bolivijský prezident Evo Morales, venezuelský prezident Hugo Chávez nebo španělský premiér Zapatero. Mimoto čeká Topolánka i několik bilaterálních jednání.
 Proud pražského potoka Botič, jehož hladina se po prudkých deštích v posledních dnech často mění, strhl přibližně pětapadesátiletou, slovensky mluvící ženu, do tunelu, kterým Botič protéká pod Vyšehradem a ústí přímo do Vltavy. Žena byla nalezena po dvou dnech mrtvá ve Vltavě.
 Další otřesy o síle 5,5° Richterovy škály postihly jihozápadní Čínu a způsobily nové sesuvy půdy a závaly. Celkový počet obětí již s jistotou překročil hranici 20 000 mrtvých.
 Šestašedesátiletý muž vstoupil v Brodku na Přerovsku do kolejí před rozjeté Pendolino. Muž na místě zemřel, pravděpodobně se jednalo o sebevraždu. Avšak doprava na trati Praha-Ostrava musela být na hodinu zastavena.
17. května – sobota
 Policistou pod vlivem alkoholu byl v Trutnově zastřelen muž a jeho pes. K incidentu došlo okolo 2:30. Policista v té době nebyl v uniformě. Muž byl zraněn první ranou do nohy, druhou do hrudi. Přes oživovací pokusy záchranné služby postřelený muž zemřel. Policista je nyní vyšetřování inspekcí ministerstva vnitra.
 Z hipodromu v pražské Chuchli utekl splašený kůň, který se posléze srazil s vozidlem na Strakonické ulici.
 KSČM si na svém sjezdu v Hradci Králové opět zvolila za předsedu Vojtěcha Filipa, který tuto funkci ve straně zastával i v minulém období. Na komunistický sjezd byli pozváni i lídři parlamentních politických stran a prezident, ale všichni se pouze omluvili.
 SK Slavia Praha získala po dvanácti letech mistrovský titul v 1. lize. K zisku titulu jí v posledním zápase s Jabloncem stačilo získat bod, v případě selhání Sparty již mohla slavit. Zápas skončil 2:2, Sparta navíc podlehla Slovanu Liberec 3:4. Slavia si tak zajistila účast v 3. předkole Ligy mistrů a Sparta v 2. předkole. Šanci zahrát si Pohár UEFA budou mít Baník Ostrava (3. místo v lize) a Slovan Liberec (z poháru ČMFS). Na opačném konci ligové tabulky se nacházejí týmy Mostu a Bohemians 1905, které sestupují do 2. ligy.
18. května – neděle
 Tým ruské hokejové reprezentace vyhrál finále mistrovství světa v Québecu proti domácí Kanadě 5:4 v prodloužení a stal se tak po patnácti letech mistrem světa.
19. května – pondělí
 V Lednici na Břeclavsku spáchal dvanáctiletý chlapec sebevraždu. Motiv činu policie stále šetří, na případ bylo uvaleno informační embargo.
 Staronový italský premiér Silvio Berlusconi uvažuje, že pošle armádu do Neapole, aby pomohla vyřešit tamní situaci s odpadky, jež v městě již několik měsíců komplikuje život tamních obyvatel.
 Meteorologové varují před dalším výraznými srážkami. Deštivým počasím mají být nejvíce postiženy východ Čech, sever Moravy a Slezsko. Varování ČHMÚ se týká krajů Pardubického,Olomouckého, Vysočiny, Moravskoslezského. Varování platí od odpoledne úterý 20. května do rána 21. května.
20. května – úterý
 V Berlíně došlo k požáru budovy Filharmonie. Požár byl pravděpodobně způsoben neodborným svářečem. Hasiči museli rozstříhat střechu aby se k ohni dostali.
 V pražské Stromovce došlo při ražbě jednoho z dopravních tunelů k propadu jeho stropu. Výsledkem je jáma v průměru cca 10 metrů, naštěstí však při nehodě nebyl nikdo zraněn a nedošlo k vážnějším materiálním škodám.
21. května – středa
 Česká vláda uznala na svém jednání Republiku Kosovo, ačkoli tento krok nebyl v plánu. Pro uznání nehlasovali ministři za KDU-ČSL, proti je taktéž opozice.
 Švédsko bylo nuceno uzavřít okolí jaderné elektrárny Oskarshamn. Bezpečnostní prohlídka zjistila u jednoho ze zaměstnanců svářečské firmy malé množství agresivní výbušné látky TAPT, která byla použita například i při atentátech v Londýně v roce 2005. Podle České televize bylo stopové množství této látky na igelitové tašce, kterou si s sebou pracovník přinesl. Provoz elektrárny nebyl narušen. Mluvčí koncernu E.ON, který (společně s finskou společností Fortum) elektrárnu provozuje, později prohlásil, že informace médií byly značně přehnané.
 Výtvarník David Brudňák byl dnes odsouzen za poškozování cizí věci k peněžité pokutě 60 tisíc Kč a náhradě škody. Obvodnímu soudu pro Prahu 7 se podařilo dokázat, že pod pseudonymem Roman Týc v dubnu roku 2007 vyměnil přibližně padesát skel semaforů pro chodce v pražských ulicích. Brudňák se k soudu osobně nedostavil a jeho obhájce se proti rozsudku odvolal.
22. května – čtvrtek
 Motorová nafta se u českých pump dostala na historicky nejvyšší cenu, kdy se litr prodával v průměru za 34,03 Kč. Litr nejprodávanějšího benzínu Natural 95 se prodává za 32,14 koruny.
23. května – pátek
 Itálie oznámila, že se po více než 20 letech hodlá vrátit k výrobě jaderné energie, kterou přerušila v roce 1986 po havárii v Černobylu. Itálie je v současné době největším dovozcem elektrické energie v Evropě.
24. května – sobota
 Zemětřesení o síle 5,7° Richterovy škály zasáhlo centrální oblast Kolumbie včetně hlavního města Bogoty. Doposud je hlášeno 7 obětí na životech.
25. května – neděle (USA) / 26. května – pondělí (Česko) Kosmická sonda Phoenix od NASA kolem 23:38 GMT (01:38 SELČ) úspěšně přistála na Marsu. Přistání bylo o 15 minut později potvrzeno řízením letu.
26. května – pondělí
 V belgickém hlavním městě Bruselu se při pokusu o vzlet rozlomil nákladní Boeing 747 společnosti Kalitta Air. Pětičlenná americká posádka havárii přežila.
27. května – úterý
 Ve svém sídle v americkém Pacific Palisades zemřel ve věku 73 let v noci na úterý světoznámý filmový režisér Sydney Pollack. K jeho nejznámějším snímkům patří Tootsie, Vzpomínky na Afriku či Tři dny Kondora.
28. května - středa
 Nedávno zvolené nepálské Ústavodárné shromáždění rozhodlo o přechodu zřízení z monarchie na republiku. Nepálská monarchie končí po 240 letech vládnutí. Současný král Gjánéndra dostal čtrnáctidenní ultimátum na opuštění královského paláce.
29. května – čtvrtek
 V michiganském městě Grand Rapid při cvičném letu havaroval na heliportu jedenáctipatrové nemocnice vrtulník Letecké záchranné služby. Dle svědků vrtulník dosedl, poté vzlétl do výšky cca 30 metrů, kde pravděpodobně zavadil ocasním rotorem o anténu a zřítil se zpět. Dvoučlenná posádka stihla utéct ještě před vznícením stroje. Pacienti nacházející se v horních patrech nemocnice byli evakuováni.
 Lucemburský parlament ratifikoval tzv. Lisabonskou smlouvu. Pro návrh se vyslovilo 47 poslanců, proti 1. Smlouvu tak ratifikovalo již 15 zemí.
 Několik stovek občanů nespokojených s kulturní politikou hlavního města Prahy demonstrovalo před pražským magistrátem. Požadovali projednání petice Za Prahu kulturní a odstoupení radního pro kulturu Milana Richtera (ODS). Poté skandováním přerušili zasedání. Požadavkům nebylo vyhověno.
31. května – sobota
 V pražském Klementinu padl teplotní rekord z roku 1868. Klementinský rekord z roku 1968 činil 30,4 stupně Celsia, dnes teplota stoupla na 32,5 °C.